# Dian (Armenia)
Dian (in armeno Դիան?) è un comune dell'Armenia di 151 abitanti (2001) della provincia di Aragatsotn.